# Voo Sita Air 601
O Voo Sita Air 601 é uma linha aérea operada pela empresa nepalesa Sita Air, que liga a capital do Nepal, Kathmandu a Lukla. No dia 28 de setembro de 2012, o Voo 601 caiu às 6h15 min (horário local) após colidir com um abutre, pouco tempo após a decolagem do Aeroporto de Internacional de Tribhuvan, Kathmandu. A aeronave cairia nas margens do rio Manohara, matando seus 3 tripulantes e 16 passageiros.

## Acidente
O Voo 601 da Sita Air decolaria do Aeroporto de Internacional de Tribhuvan, Kathmandu, as 6h14 min (hora local). Transportando 16 passageiros e 3 tripulantes, a aeronave tinha como destino a cidade turística de Lukla, localizada no sopé do Himalaia, cujo aeroporto local possui uma das menores e mais perigosas pistas do mundo, com cerca de 460 m de extensão. Um minuto após a decolagem, a aeronave se chocaria com um pássaro, incendiando-se em seguida. A aeronave cairia numa região próxima do rio Manohara, desintegrando -se com o choque no solo. Por conta do incêndio a bordo e da posterior queda ao solo, nenhum dos seus 19 ocupantes sobreviveria, tendo os corpos sido encontrados completamente carbonizados.

## Investigações
Após a queda, dezenas de homens do exército nepalês foram designados para o local da queda, auxiliando nas buscas pelos destroços e no combate das chamas causadas pela aeronave incediada que ameaçavam algumas residências próximas ao local da queda. Segundo as autoridades do aeroporto de Kathmandu e da Civil Aviation Authority of Nepal, o Dornier Do 228 se chocou um pássaro, que deflagaria um incêndio a bordo. O fogo atingiria partes vitais da aeronave, causando a queda do aparelho. As caixas pretas da aeronave foram encontradas e poderão ser utilizadas para descobrir maiores detalhes sobre a queda.

## Nacionalidades
A aeronave transportava 3 tripulantes e 16 passageiros:
| Nacionalidade | Tripulação | Passageiros | Total |
| ------------- | ---------- | ----------- | ----- |
| nepalesa      | 3          | 4           | 7     |
| britânica     | -          | 7           | 7     |
| chinesa       | –          | 5           | 5     |
| Total         | 3          | 16          | 19    |

## Galeria

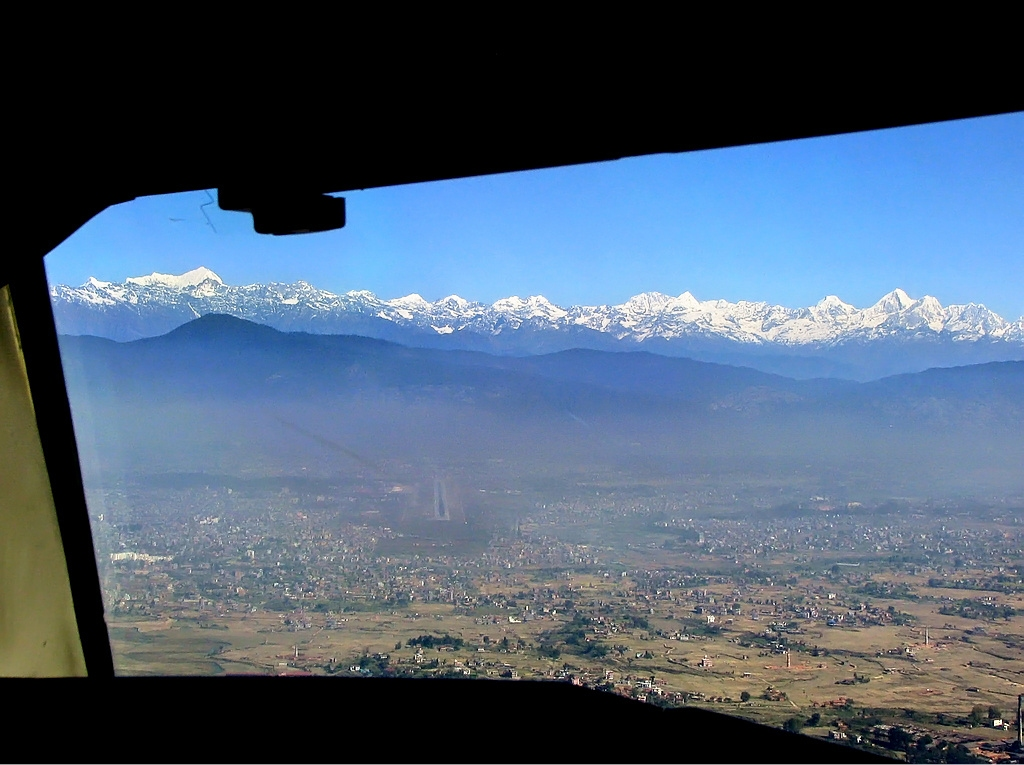
Vista do Aeroporto Internacional de Tribhuvan, durante aproximação. O Dornier Do 228 da Sita Air cairia numa área próxima ao rio Manohara (à direita da foto).
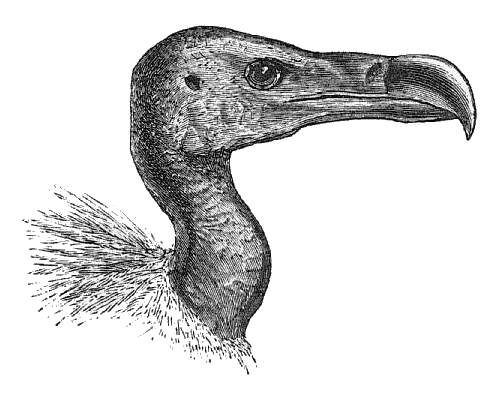
As autoridades locais suspeitam que o Voo Sita Air 601 tenha colidido com um abutre. No Nepal, existem algumas espécies de abutres, sendo a Gyps tenuirostris, a mais comum, embora esteja ameaçada de extinção.
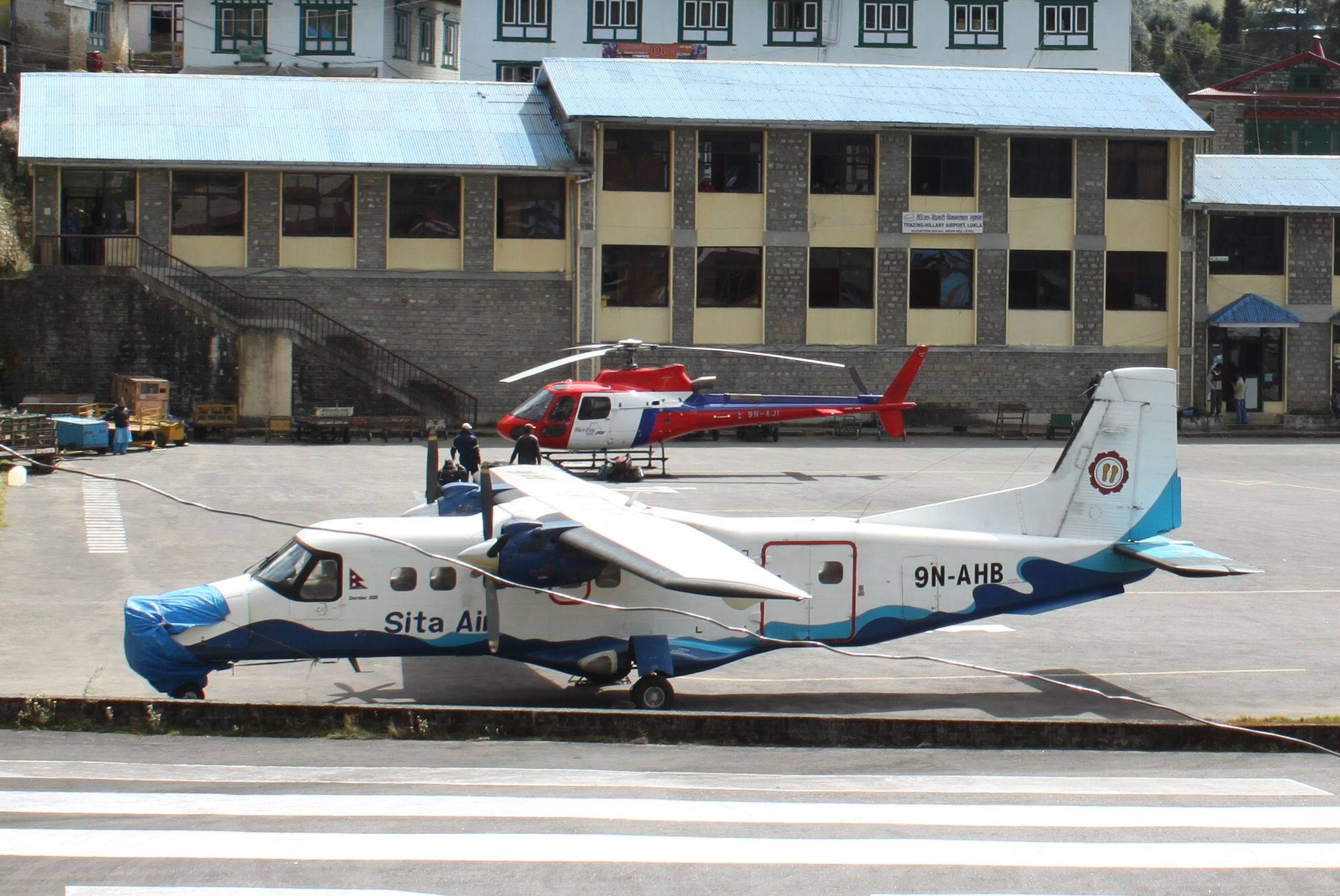
O Dornier Do 228 destruído era operado pela Sita Air, tendo sido fabricado em 1987, e tinha o prefixo 9N-AHA.